# Юлий Марин
Юлий Марин (на латински: Julius Marinus) е баща на римския император Филип I Араб и на Гай Юлий Приск. След смъртта си Марин е обожествен от Филип. Някои историци посочват, че това обожествяване е необичайно, защото Марин не е император, но чрез него управлението на Филип Арабина придобива повече легитимност.
Получаването на римско гражданство показва, че Юлий Марин вероятно е бил известен и влиятелен човек в провинция Арабия. Много историци са съгласни, че самия Филип получава римско гражданство чрез баща си.